# Програмування пристроїв
Програмування пристроїв (англ. physical computing) — побудова інтерактивних фізичних систем з використанням програмного забезпечення та апаратних засобів, які можуть сприймати інформацію та реагувати на її зміни аналоговому світі. Хоча це визначення є досить широким, щоб охопити такі системи, як смарт-автомобілі, системи управління верстатами або автоматизацію виробничих процесів, воно найчастіше описує проектування, дизайн та виготовлення різноманітних(у тому числі і саморобних) пристроїв, які використовують датчики і мікроконтролери, для того щоб скористатися аналоговими даними в обчислювальних системах (комп'ютерах) та керувати електромеханічними пристроями, такими як двигуни, сервоприводи, освітлення або іншими апаратними засобами.
Програмування пристроїв знаходиться на перетині електротехніки, мехатроніки, робототехніки, інформатики, і особливо вбудованих систем.
Програмовані пристрої використовуються в широкому спектрі областей і сфер людської діяльності.

## Використання

### В освіті
Використання можливості програмування дій реальних об'єктів знайшло своє відображення в різних неформальних методах навчання. Arduino, Lego, microbit, різноманітні програмовані контролери та програмні середовища на їх основі дозволяють проводити навчання з використанням комп'ютерів для обробки даних експериментальних досліджень та керування різноманітними пристроями.

### У мистецтві
У світі мистецтва, проекти, що викорисстовують програмовані пристрої, включають в себе роботи Скотта Сніббе, Даніеля Розіна, Рафаеля Лозано-Хеммера, Йохана Брукер-Коеан, Камілли Аттербек, віртуальну реальність VR/Shyam, доповнену реальність AR/Hiren та Electroland LED Arts.

### У прототипуванні продукту
Програмування пристроїв часто використовується при розробці нових продуктів, особливо вбудованих систем, і застосовується для швидкого створення прототипів нових концепцій цифрових продуктів найшвидшим та економічно ефективним способом. Такі виробники, як IDEO та Тіг використовують прототипування продукту саме таким чином.

### У комерційних застосуваннях
Комерційні реалізації програмованих пристрої варіюються від споживчих пристроїв, таких як Sony EyeToy або іграшок, таких як Dance Dance Revolution, до пристроїв, що використовуються в автоматизації контролю якості на заводських складальних лініях. Реалізації програмованих пристроїв включають в себе можливості розпізнавання голосу — пристрій сприймає і інтерпретує звукові хвилі з допомогою мікрофонів або інших пристроїв, комп'ютерного зору — у пристроях застосовуються алгоритми для обробки потоку відеоданих, які надходять від відеокамери. Тактильний інтерфейс також є приклад використання програмованих пристроїв, хоча в цьому випадку комп'ютер використовується генерації фізичного стимулу, на відміну від сприйняття його.

### У наукових дослідженнях
Програмування пристроїв допомагає в розробці, виготовленні і використання користувацьких датчиків для наукових експериментів, хоча цей термін рідко використовується для опису їх як таких. Приклад фізичного моделювання обчислень є проект Illustris, який намагається точно моделювати еволюцію Всесвіту від Великого вибуху, 13,8 мільярда років тому до наших днів. [1] [2]

### Методи
Прототипування грає важливу роль у програмуванні пристроїв. Такі інструменти, як Wiring, Arduino з Fritzing таІ-CUBEX допомагають розробникам швидко створювати інтерактивні прототипи свої майбутніх пристроїв.